# フェイス・フォード
フェイス・フォード（Faith Ford,  1965年9月14日 - ）は、アメリカ合衆国の女優である。

## 来歴
1964年に保険屋の父親と学校教師の母親の元、ルイジアナ州アレクサンドリアに生まれる。同じルイジアナ州のパインヴィルで育ち、パインヴィル高校へ進学。高校時代から演劇に携わっており、同校を卒業後、ニューヨークへ渡りモデル、CM女優としてキャリアをスタート。1983年にテレビドラマ『ワン・ライフ・トゥ・リヴ』でテレビデビューを果たし、同年に製作されたソープオペラの『Another World』でレギュラーキャストとして出演。後にロサンゼルスへ移り住んだ後も、シットコムの『ポップコーン・キッド』や『TVキャスター マーフィー・ブラウン』などへ出演して経験を積んだ。ちなみに『マーフィー・ブラウン』にはレギュラーキャストとして122エピソードに出演しており、1991年と1992年にゴールデングローブ賞にノミネートされている。現在も様々な映画やテレビドラマへ出演し、キャリアを重ねている。女優業の傍ら、2004年に料理本『Cooking with Faith』を出版した。

### 私生活
1989年に俳優兼キャスティングマネージャーのRobert Nottinghamと結婚したが、1996年に離婚し、1998年に映画監督、俳優、映画プロデューサーのCampion Murphyと再婚した。ちなみに3歳年上のDevon O'Dayという姉がおり、カントリー専門のラジオパーソナリティをやっている。

## 出演作品

### 映画
- 火曜日ならベルギーよ If It's Tuesday, It Still Must Be Belgium (1987) ※テレビ映画
- あばよ、デ・ニーロ You Talkin' to Me? (1987)
- Poisoned by Love: The Kern County Murders (1993) ※テレビ映画
- ノース 小さな旅人 North (1994)
- A Weekend in the Country (1996) ※テレビ映画
- Her Desperate Choice (1996) ※テレビ映画
- エリア51 Night Visitors (1996)
- アイス・ステーション Sometimes They Come Back... for More (1998) ※ビデオ作品
- Mom's on Strike (2002)
- ベートーベン5 Beethoven's 5th (2003) ※ビデオ作品
- キャプテン・ウルフ The Pacifier (2005)
- A Kiss at Midnight (2008)
- The Fish Tank (2009) ※テレビ映画
- プロム Prom (2011)
- 脱獄者 Escapee (2011)
- Trading Christmas (2011) ※テレビ映画

### テレビドラマ
- ワン・ライフ・トゥ・リヴ One Life to Live (1983)
- Another World (1983 - 1984)
- 探偵ハード&マック Hardcastle and McCormick (1985)
- ウェブスター Webster (1986)
- スケアクロウとキング夫人 Scarecrow and Mrs. King (1986)
- 女刑事キャグニー&レイシー Cagney & Lacey (1986)
- ポップコーン・キッド The Popcorn Kid (1987)
- ナイスサーティーズ thirtysomething (1987, 1988)
- TVキャスター マーフィー・ブラウン Murphy Brown (1988 - 1998)
- The Hidden Room (1993)
- マギー・ウィンターズ Maggie Winters (1998 - 1999)
- Hope & Faith (2003 - 2006)
- 女検死医ジョーダン Carpoolers (2007 - 2008)
- クリミナル・マインド FBI行動分析課 Criminal Minds (2008)
- マイネーム・イズ・アール My Name Is Earl (2009)

### テレビアニメ
- ファミリー・ガイ Family Guy (2000)

## 参照
1. ↑  http://www.filmreference.com/film/52/Faith-Ford.html
2. 1 2 3  “Faith Ford Biography”. 2014年7月11日閲覧。
3. ↑  https://www.imdb.com/name/nm0004933/awards/?ref_=nm_awd